# مارک دریکات
مارک دریکات (انگلیسی: Mark Draycott؛ زادهٔ ۱۲ ژانویهٔ ۱۹۸۵) بازیکن فوتبال اهل بریتانیا است.
از باشگاه‌هایی که در آن بازی کرده‌است می‌توان به باشگاه فوتبال چیپنهام تاون، باشگاه فوتبال سایرون‌سستر تاون، باشگاه فوتبال نیوپورت کانتی، باشگاه فوتبال هانگرفورد تاون، باشگاه فوتبال سوئیندون تاون، و باشگاه فوتبال دیدکات تاون اشاره کرد.